# سابا (بازیکن فوتبال)
'سباستیانو د فریتا کواتو جونیور (به پرتغالی: Sebastião de Freita Couto Júnior) معروف به ' (Sebá) بازیکن فوتبال در پست مهاجم اهل برزیل است که در شهر سالوادور و در تاریخ ۸ ژوئن ۱۹۹۲ به دنیا آمده‌است.

## باشگاهی
سابا در کروزیرو و باشگاه فوتبال المپیاکوس سابقهٔ حضور دارد.